# Theoretical Economics
Theoretical Economics är en vetenskaplig tidskrift med öppen tillgång och expertgranskad litteratur som publicerar teoretiska artiklar inom alla ekonomiska områden. Tidskriften grundades år 2006. Från dess och fram till 2009 publicerades den av Society for Economic Theory. Den 1 juli 2009 tog Econometric Society över tidskriften. Nuvarande (2025) redaktör är Ran Spiegler. Tidskriften är sammanfattad och indexerad i Current Contents/Social and Behavioral Sciences och Social Sciences Citation Index.